# Rebordainhos e Pombares
Rebordainhos e Pombares (oficialmente: União das Freguesias de Rebordainhos e Pombares) é uma freguesia portuguesa do município de Bragança, com 24,07 km² de área e 148 habitantes (censo de 2021). A sua densidade populacional é 6,1 hab./km².

## História
Foi constituída em 2013, no âmbito de uma reforma administrativa nacional, pela agregação das antigas freguesias de Rebordainhos e Pombares e tem a sede em Rebordainhos.

## Demografia
A população registada nos censos foi:
| Distribuição da População por Grupos Etários | Distribuição da População por Grupos Etários | Distribuição da População por Grupos Etários | Distribuição da População por Grupos Etários | Distribuição da População por Grupos Etários | Distribuição da População por Grupos Etários |
| -------------------------------------------- | -------------------------------------------- | -------------------------------------------- | -------------------------------------------- | -------------------------------------------- | -------------------------------------------- |
| Antes da agregação                           |                                              |                                              |                                              |                                              |                                              |
| Ano                                          | 0-14 anos                                    | 15-24 anos                                   | 25-64 anos                                   | >= 65 anos                                   | Total                                        |
| 2001                                         | 24                                           | 35                                           | 92                                           | 96                                           | 247                                          |
| 2011                                         | 10                                           | 15                                           | 82                                           | 80                                           | 187                                          |
| Após a agregação                             |                                              |                                              |                                              |                                              |                                              |
| Ano                                          | 0-14 anos                                    | 15-24 anos                                   | 25-64 anos                                   | >= 65 anos                                   | Total                                        |
| 2021                                         | 8                                            | 6                                            | 68                                           | 66                                           | 148                                          |

## Geografia

### Localidades
A freguesia de Rebordainhos e Pombares compreende um total de sete lugares, que são os seguintes:
- Arufe
- Pereiros
- Pombares
- Quinta de Vila Boa de Arufe
- Rebordainhos (sede da freguesia)[3]
- Teixedo (Povoação Morta)
- Vales

## Eleições
| Partido                       | Partido         | Candidato        | Votos | Votos (%) | Assentos | Assentos (%) |
| ----------------------------- | --------------- | ---------------- | ----- | --------- | -------- | ------------ |
|                               | PPD/PSD         | José Caminha     | 121   | 69,54%    | 5        | 71,43%       |
|                               | PS              | Carlos Fernandes | 46    | 26,44%    | 2        | 28,57%       |
| Totais                        | Totais          | Totais           | 167   |           | 7        |              |
| Votos em Branco               | Votos em Branco | Votos em Branco  | 7     | 4,02%     |          |              |
| Votos Nulos                   | Votos Nulos     | Votos Nulos      | 0     | 0%        |          |              |
| Participação                  | Participação    | Participação     | 174   | 59,59%    |          |              |
| Fonte: RTP - Autárquicas 2013 |                 |                  |       |           |          |              |